# Ciszewo (województwo podlaskie)
Ciszewo – wieś w Polsce położona w województwie podlaskim, w powiecie grajewskim, w gminie Rajgród.
W 1929 r. wieś należała do gminy Bełda. Majątek ziemski posiadał tu Zygmunt Sokołowski (1022 mórg).
W latach 1975–1998 miejscowość administracyjnie należała do województwa łomżyńskiego.